# Zhou Yi (Ji Jian)
Zhou Yi (周懿王S, Zhōu Yì WángP, lett. "Re Yi di Zhou", nato Ji Jian, a volte scritto Yih per distinguerlo da suo figlio Zhou Yi; ... – 892 a.C.) è stato il settimo sovrano della dinastia Zhou.

## Biografia
Si sa molto poco del suo regno, così come per Zhou Gong, Zhou Xiao e l'omonimo figlio Zhou Yi. Secondo lo Shiji il suo periodo di regno coincise con una dura crisi per la dinastia Zhou, tant'è che egli stesso fu oggetto di satira da parte del letterati dell'epoca. Gli Annali di bambù riportano che ci fu un'eclissi solare nel primo anno di regno di Yi, molto probabilmente il 21 aprile 899 a.C. Il suo territorio venne attaccato nel VII e nel XIII anno di regno rispettivamente da Rong e Di, mentre nel XXI anno Zhou Yi portò avanti una controffensiva che fallì.
Le cronache riportano che nel suo XV anno di regno Zhou Yi fu costretto a fuggire a Huaili da suo zio Zhou Xiao, che gli succedette al trono.